# 佛山市第一中学

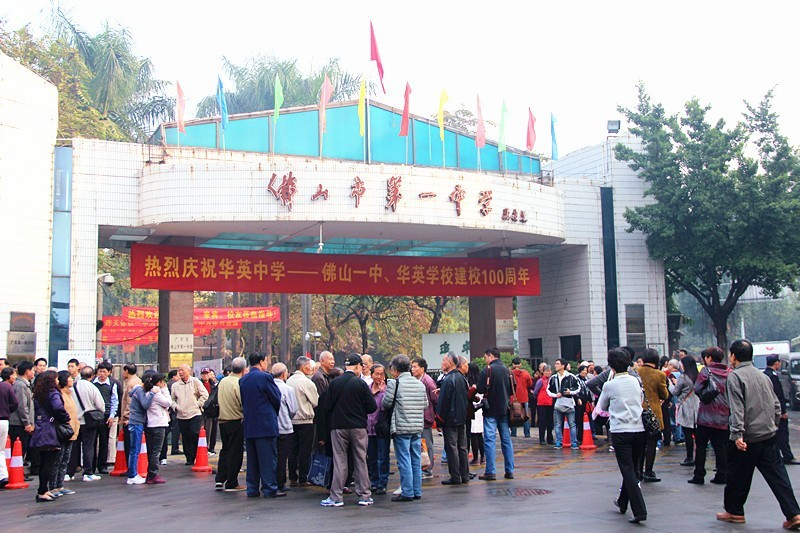
百年校庆时的校门

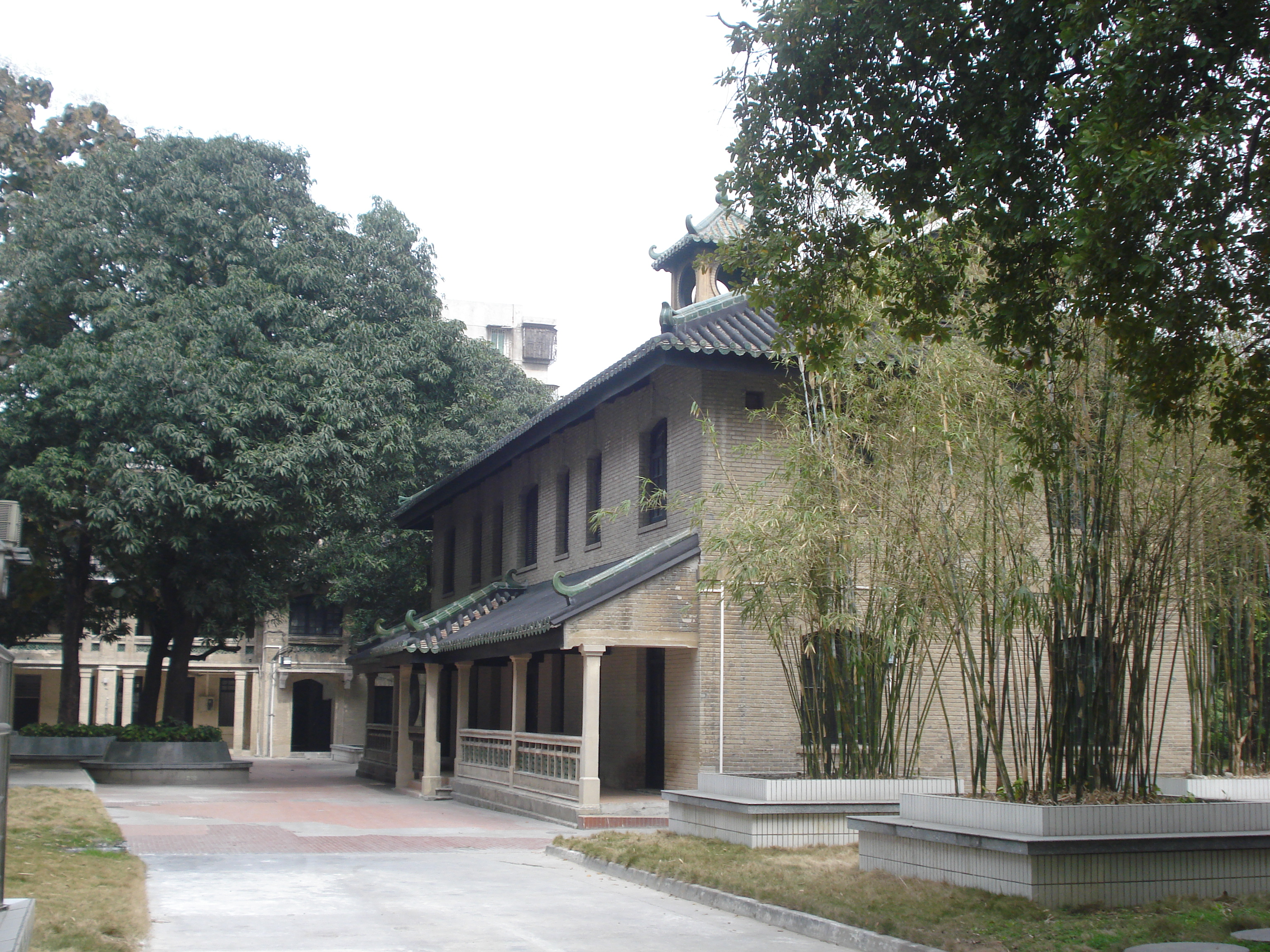
华英时期的钟楼（前）与校舍（后）

佛山市第一中学(英語：Foshan No.1 High School)，简称佛山一中、一中、佛一，为广东省首批重点中学。佛山市第一中学前身为1913年创办的华英学校，在1955年8月正式定名为佛山市第一中学。在文革期间，学校一度改名为佛山水泵厂中学，之后恢复佛山市第一中学校名。学校现有教学班75个，其中高中班72个（高一、高二和高三各有24个），西藏班（初中）3个，在校学生约3200人。佛山一中是佛山市教育局唯一直属的全寄宿制普通高中，亦是首批广东省国家级示范性普通高级中学。

## 校史

### 早期
- 1853年，英国基督教循道公会（Methodist Church）華南教區首位教士乔治‧俾士（Rev. George Piercy）在广州增沙开设教堂并附设男子学校。
- 1858年，俾士夫人温乐钟（Joan Wannop）在广州南门外增沙创办中国第一个女子寄宿学校（华英女子中学前身）。
- 1903年，温乐钟创办的女校由梁美懿小姐（Mis Britton）继任，更名为淑正女子学校，并附设幼稚园。
- 1909年，循道公会陶佐治牧师（Rev. S. George Tope)在佛山文昌沙购买20亩地用作建造校舍。
- 1912年，循道公会正式决定筹办学校，创办学校的负责人是循道公会两广教区主席张辅德牧师（Rev. Denstoe）。
- 1913年，校舍兴建完成，校长是詹姆斯‧理查德牧师。循道公会为纪念英国人海格博士（Dr. Haigh）对中国的教育事业的捐助，最初把学校命名为海格学院（Haigh College），开学不久校名改为「华英学校」（英語：Wa Ying College），意思是一所由「中国文化和英国文化双结合的学校」，当时只收男生，普遍称为「华英男校」。 [2]
- 1914年，循道公会医生晏惠霖妻子怡和莲自愿捐款创办女子学校-「怡和莲女校」（英語：Elizabeth Primary Girls School）。
- 1916年，华英男校黎伯廉牧师继任校长，男校设立了高中。怡和莲女校正式启用，最初由晏惠霖负责，随后由广州淑正女子中学的梁美懿小姐接任。
- 1920年，华英男校第二任校长黎伯廉牧师（Rev. Arthur H. Bray）回英国渡假时，筹款扩建男校校舍和筹备开办华英女中。
- 1922年，淑正学校停办。
- 1923年，淑正学校和怡和莲女校合并，改称为「华英女子中学」，校长是英国人梁美懿女士。
- 1937年，抗日战争爆发。1938年广州沦陷前夕，华英为保师生安全，师生三百余人迁校。「华英男校」南迁香港，先后于大屿山东涌炮台[3]、沙田何东楼，深水埗巴色楼[4]等地方设校；「华英女子中学」暂借湾仔中華循道公會香港堂为临时校舍上课。
- 1941年底香港沦陷，华英女中被迫停办，华英男校搬到广东曲江（今韶关），以循道公会英光小学作校址。
- 1942年在战乱中复课，因校舍关系，男女合校上课，并在曲江一带同时招收男女生，华英男校和华英女中合并为「华英中学」 。
- 抗战胜利，华英迁回佛山文昌沙原校址，1946年11月正式复课，男、女校校舍合二为一使用。

### 1949年後

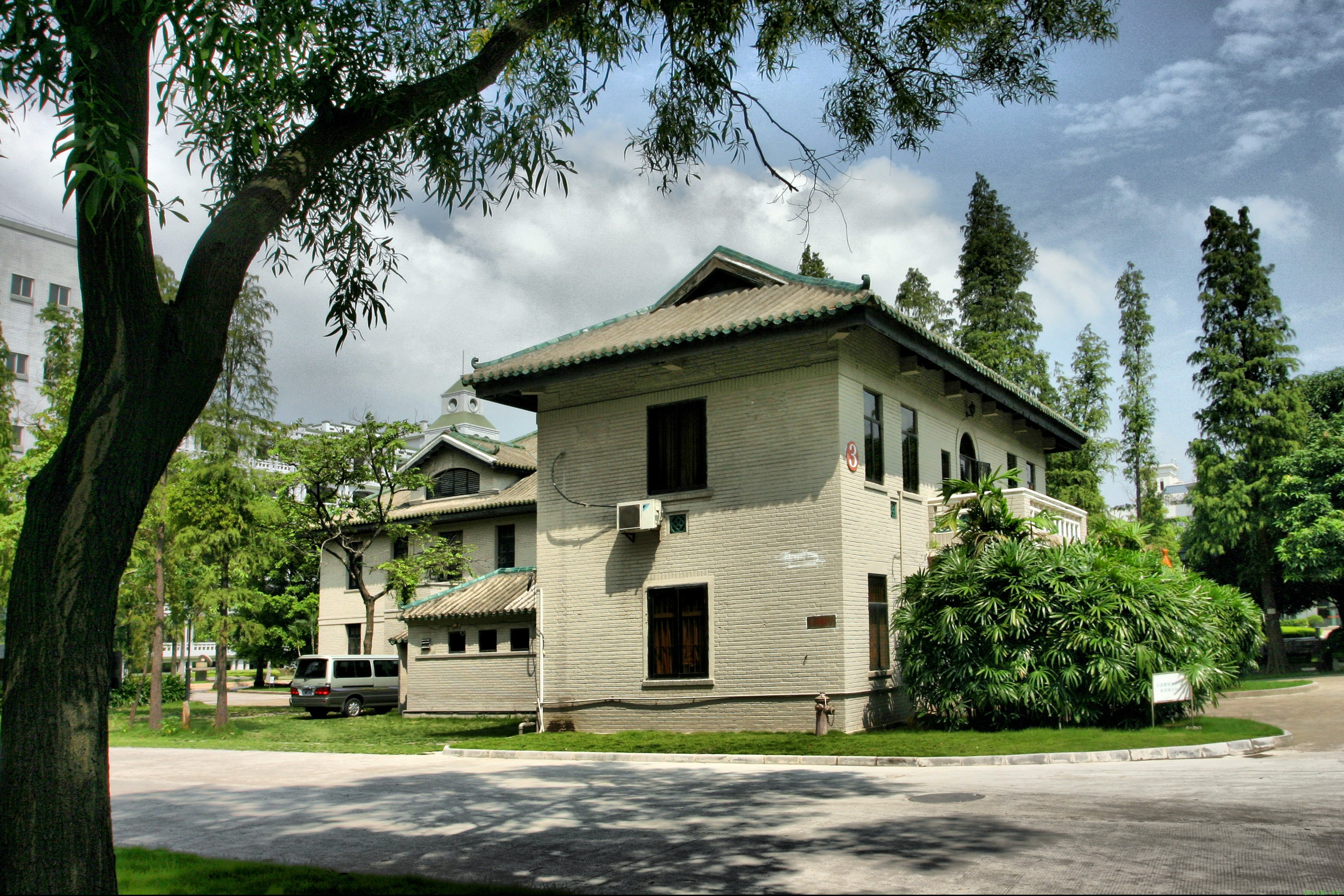
老校长楼

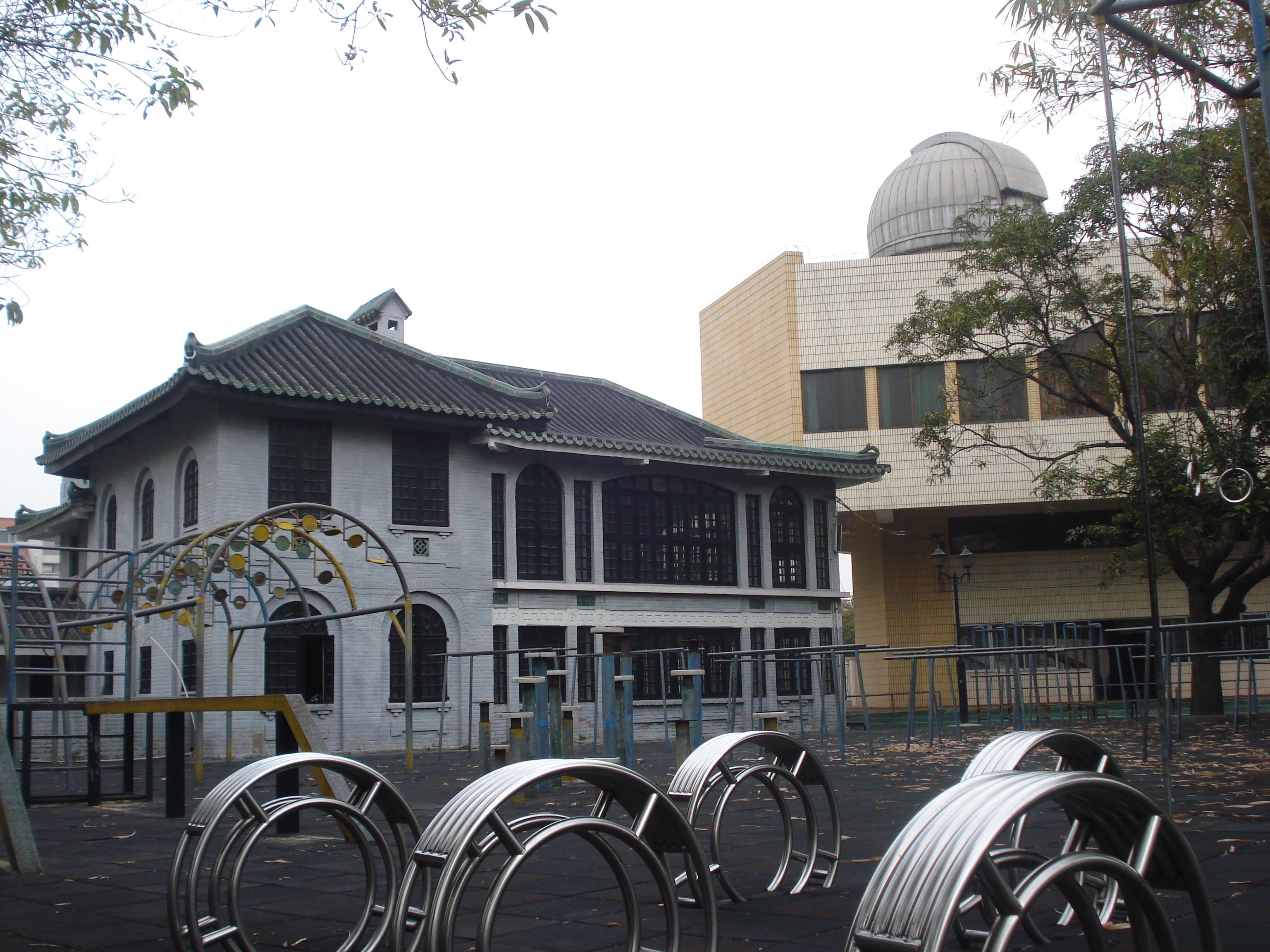
白屋与旧体育馆

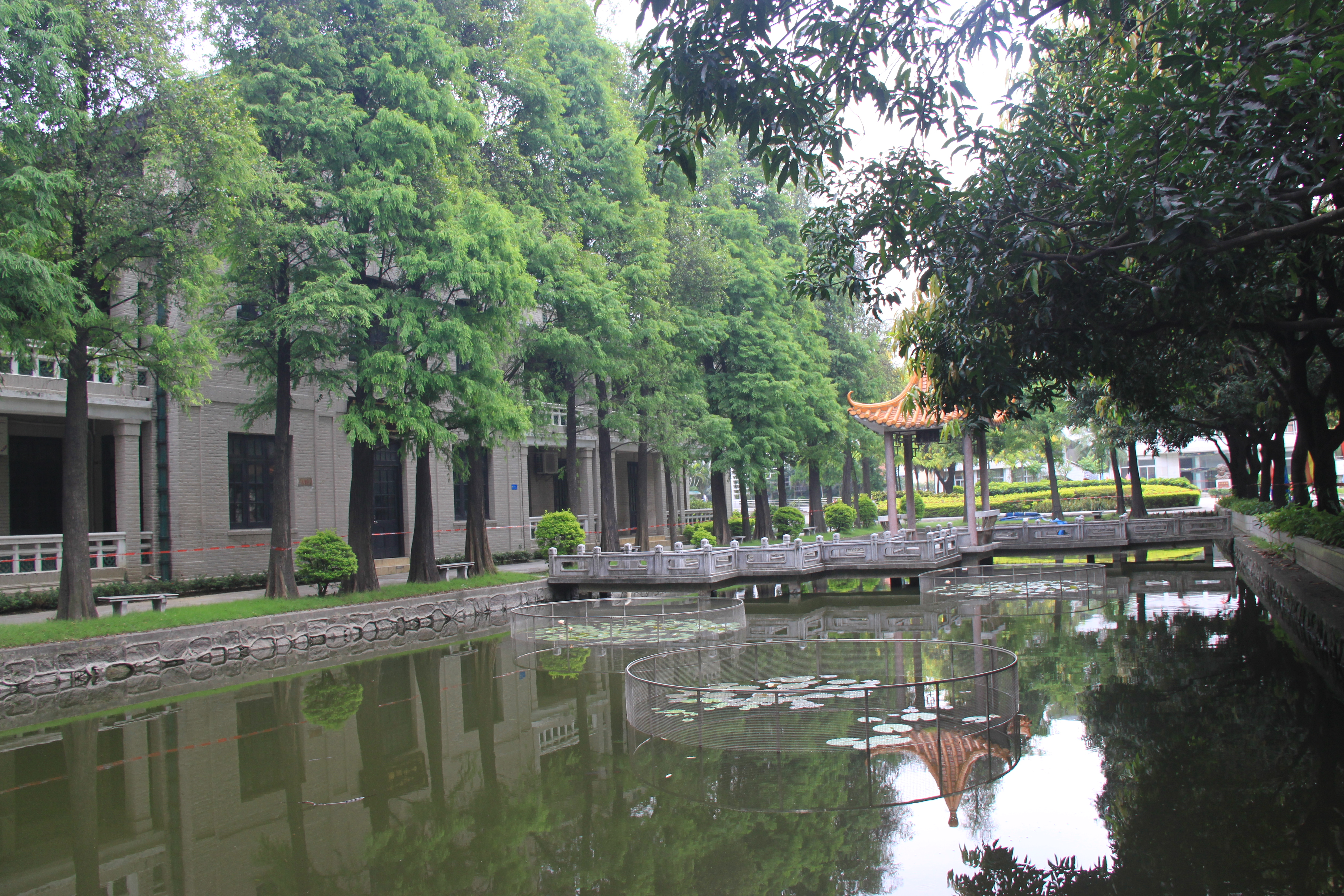
棺材巷与荷花池

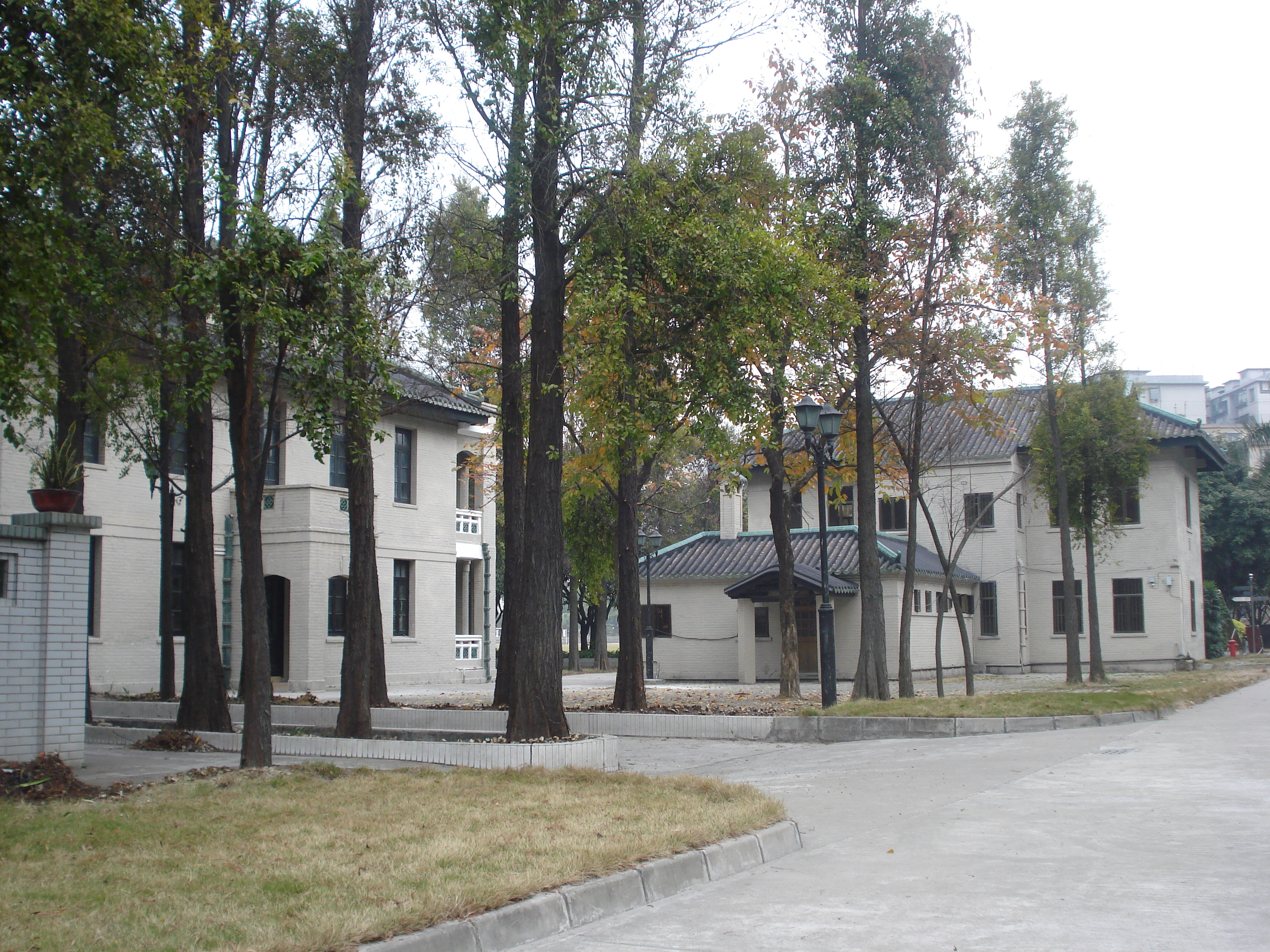
老校长楼后的落羽杉

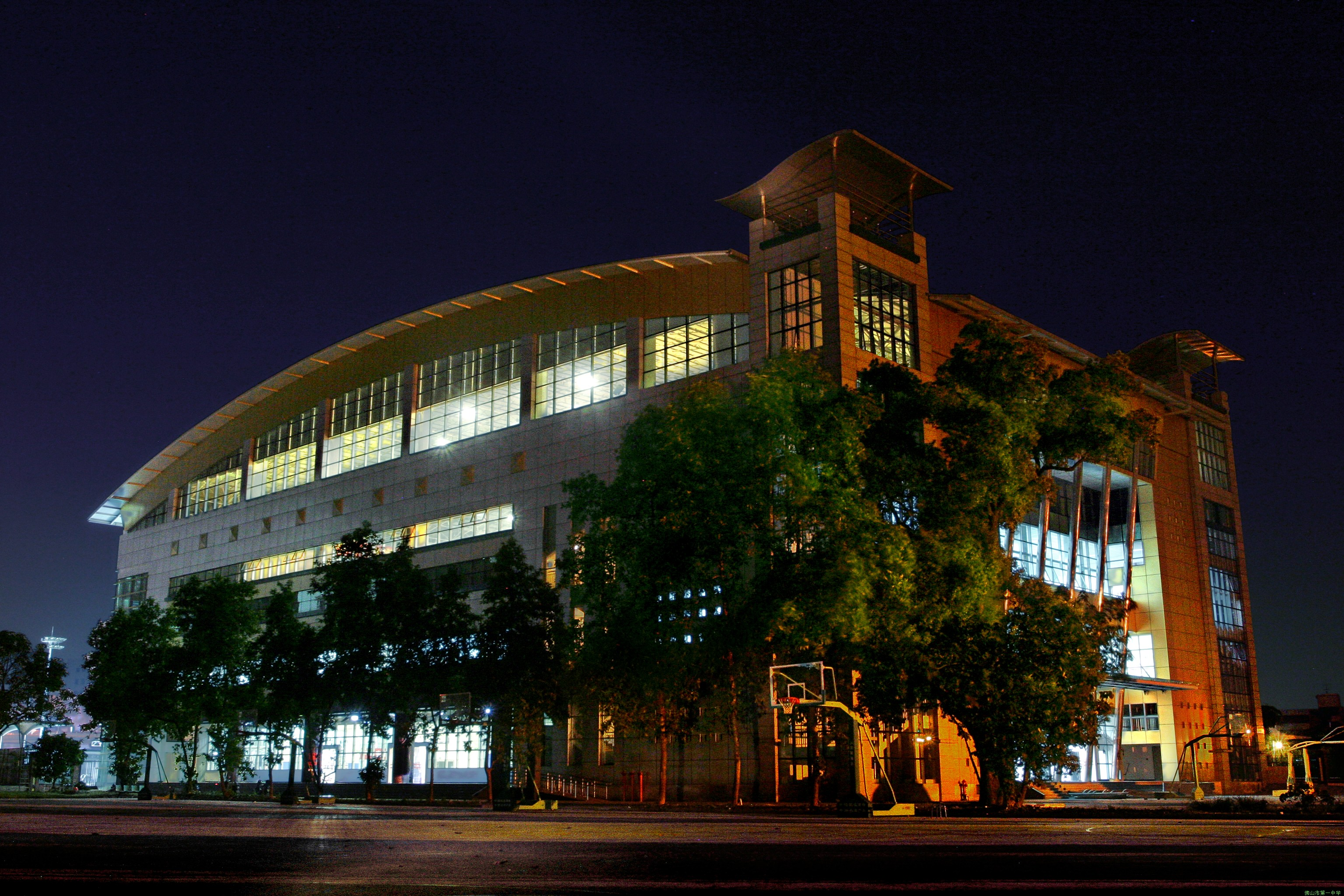
新体育馆

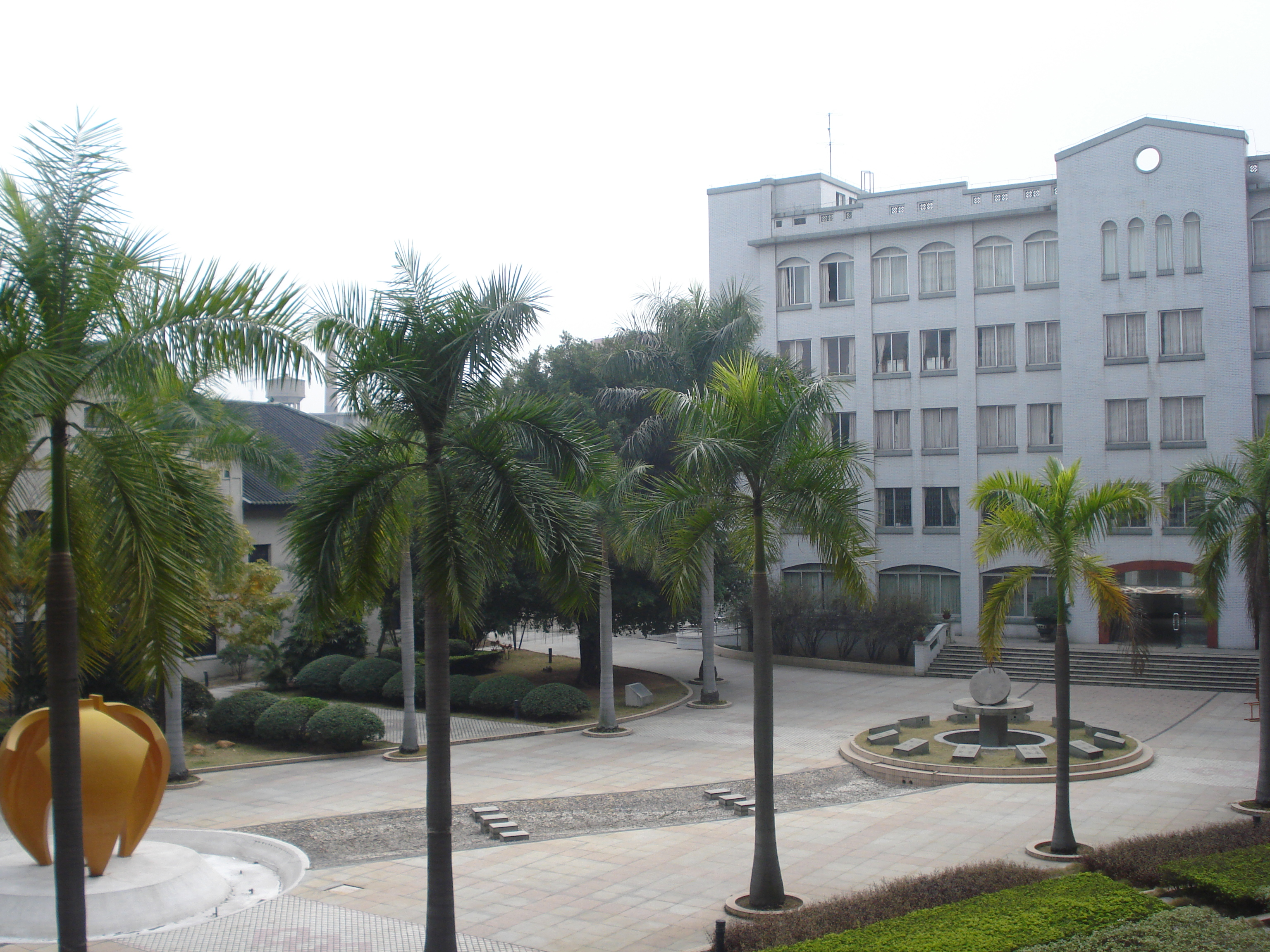
新旧图书馆

- 1949年，中共建政，中華人民共和國成立。各類私立學校開始被當局充公，轉為公辦。
- 1950年，當局把佛山莲华中学并入佛山中学。
- 1952年，佛山市人民政府接管华英學堂，与原南海县佛山中学合并成「佛山市第一中学」，校址设在华英中学佛山文昌沙原址。接管後，原辦學團體循道公會被迫遷出並失去校舍等資產，學校改制为公办中学。
- 1962年，香港的華英校友為了延續華英精神，籌組成立「華英中學香港校友會」，推動復校的籌備工作。
- 1971年9月1日，「華英中學」在港復校，沿用佛山創立時的英文名稱。香港華英中學繼承原佛山華英的教學理念以及基督教的傳統，沿用原佛山華英的校徽，校歌除了首二句改成「禪山發軔，綿衍龍城」外，其餘均與1913年佛山華英男校創辦時的校歌完全相同。[5][6][7]
- 1999年，佛山市第一中学初中部独立复办，改制为国有民办，依然由佛山市教育局主管，并復名「華英」，稱「佛山市华英学校」。[8]而華英原本的英文名是粵式郵政式拼音，佛山华英则使用了漢語拼音。
- 2013年12月8日，佛山市第一中学联合佛山市华英学校和華英中學举办了“华英中学-佛山一中办学百年纪念活动”，即百年校庆[9]，在佛山一中舉辦「佛港兩地三校辦學交流會」，簽訂《兩地三校聯盟合作框架協議書》以建立中港兩地三校「華英系」合作交流平台[10]。。
- 2023年12月15日，為紀念創校110週年，「華英中學」，「佛山市第一中學」和「佛山市華英學校」於佛山國際體育文化演藝中心舉辦110周年慶典暨文藝匯演[11]。

## 校园建筑
学校建筑分为古迹和现代建筑两部分。
现代建筑主要包括行政楼（原高中教学楼）、图书馆楼、主教学楼（原华英楼，西区）、综合楼（东区）、艺术楼（原科学楼）、体育活动中心（新体育馆）、体育馆（旧体育馆）以及三栋学生宿舍（1号楼为西藏部与高一女生宿舍、2号楼为高二高三女生宿舍、3号楼为男生宿舍）。
古迹主要包括老校长楼、旧图书馆楼（又名棺材巷，现为校友联谊中心）、白屋（现为外籍教师宿舍）、红楼（现为女教师午休宿舍）、钟楼（现为校医室）、旧教学楼（现为饭堂職員宿舍）以及旧宿舍楼（现为男教师午休宿舍），均为佛山市人民政府法定古迹。
学校西区原为佛山市第一人民医院院址。随着医院後來搬离，学校扩张至西区，但东西两区被文沙北街（旧北街，屬公共街道）阻隔。为使师生进出东西校区免于穿越北街，学校于1957年将北街開啟一个缺口，路下興建了一条宽约2米的通道，校内称之为“地道口”，成为沟通两校区的交通要道，存在逾半世纪。每逢就餐时间，千人争过地道口時的跑步声和飯盒響聲成為畢業生的回憶。2008年，文沙北街划归佛山一中管理，东西两区直接连通。学校在地道口原址处修建楼梯，并在综合楼与教学楼之间修建天桥，方便师生往来，地道口遂成历史。

## 校歌
1952年後，華英以粵語唱誦的原校歌被取消。現時佛山一中的校歌《走向明天》以普通話唱誦，除前奏及開頭致敬華英原校歌外，與後者曲詞並無聯繫。香港華英中學將原佛山華英校歌的首兩句歌詞修改成「禪山發軔，綿衍龍城」後繼續沿用 ，以頌唱出華英「佛山創立，香港復校」的校史。原曲也被譜上新詞，用作其他香港循道衛理學校之校歌。

### 華英學堂（粵語）
禪山古地　卓立華英　我校眾愛所傾
其名其聲　我樂頌唱　其譽我樂誌銘
為學孜孜　與遊與嬉　快樂度日於斯
及至學成　年事屆長　召我揚鑣分馳
雖則分馳　我心靡離　友誼金索連繫
摯愛回憶　作我羈靡　直至永世無既
副歌
華英　華英　其名斯馨　以我童年愛與祝
以我聲音　以我熱誠　同唱一曲永無停

### 華英女校（粵語）
华为文德俊杰为英　华英为我女校令名
培养文德造就俊杰　佛镇树风声
华英学子济济多才　凡从学华英茅塞开
德比太王才比咏絮　声名独占魁
智体奕其精神　道德固其本根
宏施教育以励同群　效果种乎前因
华英学子如坐春风　雨化同占学业日隆
母仪修明躬持贞静　为巾帼英雄

### 佛山一中時期（普通话）
主歌一段
禅山屹屹　汾江绵绵　春风常驻美丽的校园
英才辈出　花开年年　天涯海角遍桃李争妍
主歌二段
紫荆簇簇　人影翩翩　绿茵笑语又歌舞管弦
大好青春　难忘华年　共磋互砺更攀高履险
副歌
爱校尊师　勤学苦练　是我们的铭言
动静分明　立志成才　是我们的信念
同学们　立足今日　走向明天
明天　明天　为祖国多做贡献

## 華英時期學校文化

### 級社
級社源於英國教育重視培養人的獨立精神及建立學生社團組織的傳統，自1935年起，華英男校已開始成立級社，到1954年已設立19個學生組織，女校也設立近10個組織。
級社由同屆同學組成，發揮橫面聯繫作用，並籌辦謝師宴，畢業聚餐及出版畢業同學錄等活動。級社社旗均於每年校慶日展示，以作為薪火相傳，延續華英精神。1952年華英由政府接辦後，級社被取消，佛山華英最後一屆級社年份是1954年。而香港華英繼承佛山華英傳統，為畢業學生成立級社。

### 歷屆級社社名
| - 1935暉 - 1936暾 - 1937-1938群 - 1939仁 | - 1940忠 - 1941勇 - 1942英 - 1943鵬 | - 1944光 - 1945勤 - 1946義 - 1947風 | - 1948虹 - 1950旭 - 1951曦 - 1951元 | - 1952星 - 1953行 - 1954力 |

## 现时学生社团
- 管乐团、舞蹈团、合唱团
- 模拟联合国、JA经济社、咏风演艺社
- 佛山一中电视台、佛山一中蜚声电台

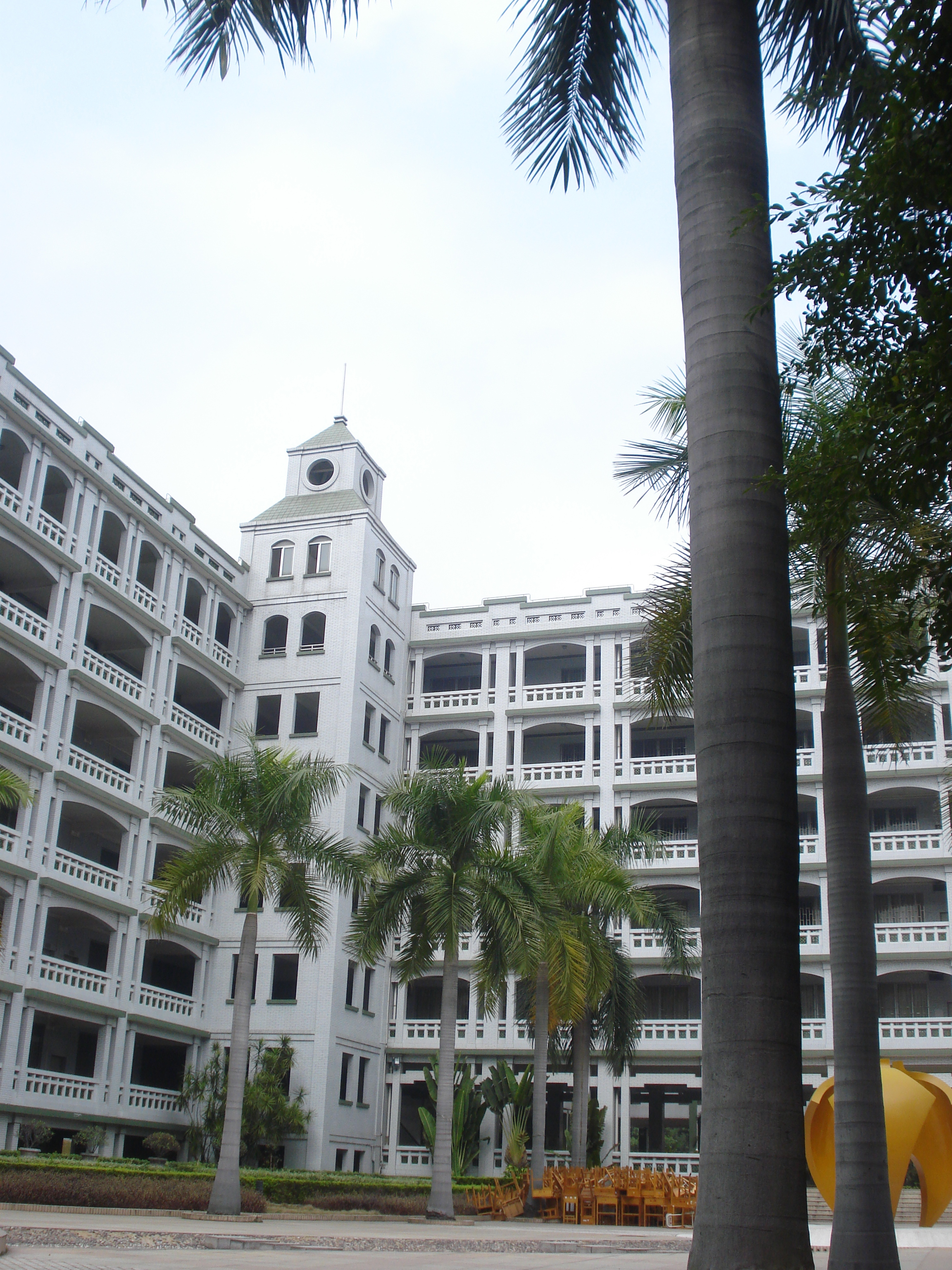
东区综合楼

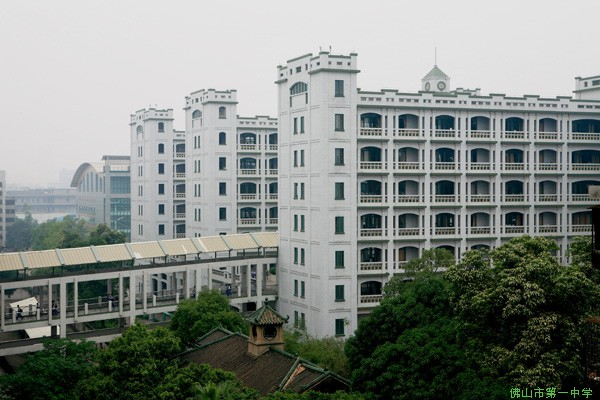
天桥与西区教学楼

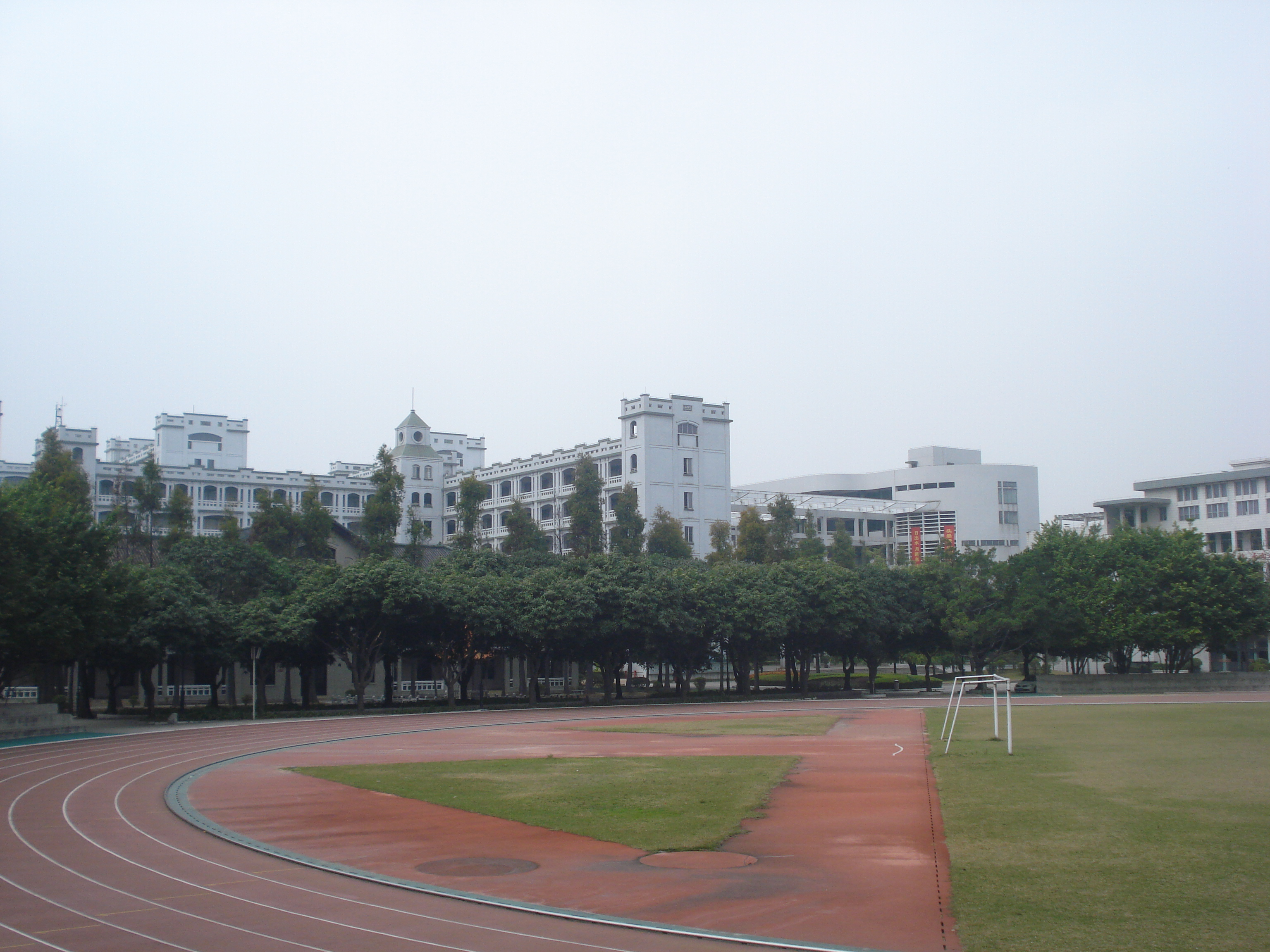
操場

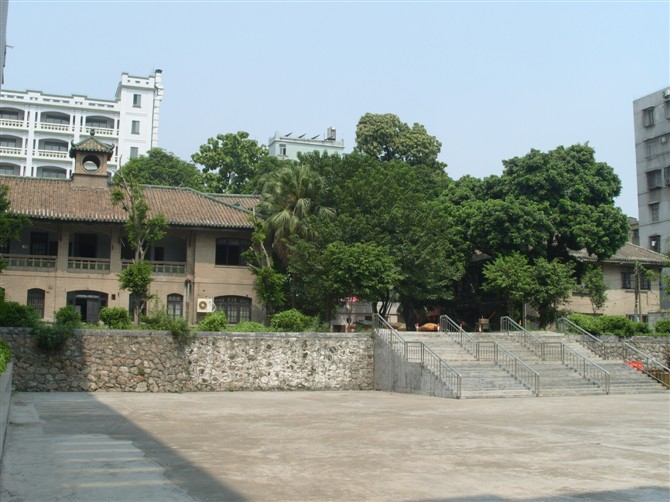
楼梯所在位置即原地道口

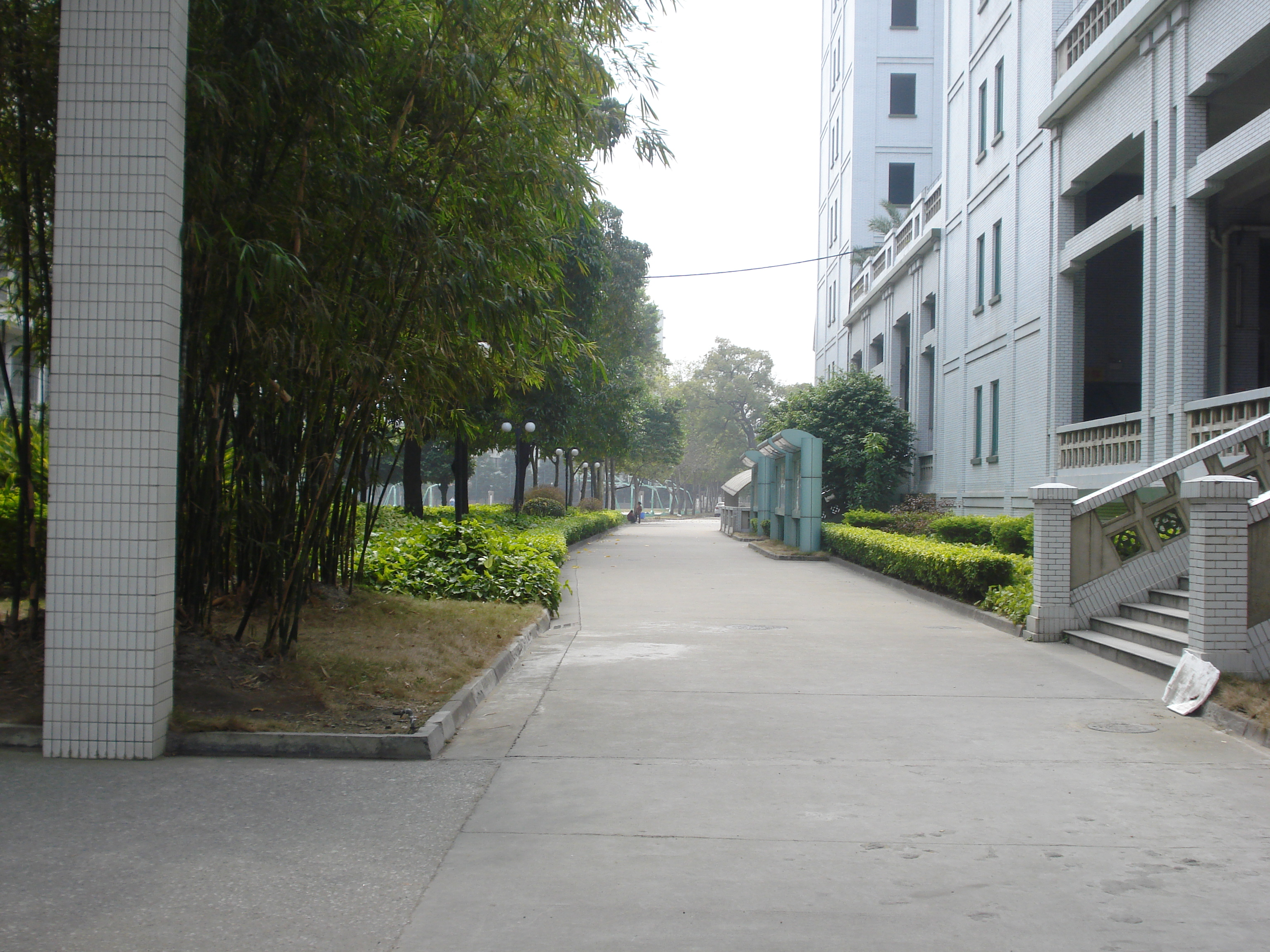
旧北街现为校道

- 小蜜蜂志愿者协会、地平线旅行家协会、沧浪文学社、心理协会、翎音漫社、倾弦乐社、环保社、电乐社、民乐社、新粤社、日语社、英语协会、武术社、DIY社
- 推理社、魔术社、街舞社、欧美文化与艺术社、荒野求生社、棋艺社、氢工业立体模型社、摄影社、陶艺社、Penbeat社、清泉书画社、银河社、美式足球社、电影鉴赏社、设计社、悦跑社、韵律社

## 歷任校長

### 華英時期（1912-1952）
- 詹理德（英，译音）1912年1月－1914年7月（华英正式创办前）
- 张辅德（英，译音）1914年7月－1917年7月（华英正式创办）；1920年7月－1922年7月
- 黎伯廉（英，译音）1917年7月－1920年7月；1922年7月－1925年8月
- 李連枝 1928年9月－1932年8月
- 蕭維元 1932年9月－1934年8月
- 楊景循 1934年9月－1941年12月（香港复课时期）
- 司徒衛 1942年8月－1944年1月（韶关复课时期，男女合校）
- 謝志理 1944年2月－1948年8月（1945年8月回迁佛山原址）
- 陳人闈（代校長） 1948年9月－1949年3月
- 司徒漢賢 1949年4月－1950年12月
- 廖振祥 1950年12月－1952年3月（1952年3月被政府接管，并入佛山中学）

### 華英女校（1853-1941）
- 温乐钟（英，译音）1853年－1878年
- 胡安妮（英，译音）1885年－1903年
- 梁美懿（英，译音）1903年－1918年（淑正女子学校）；1918年－1923年（怡和莲女校）
- 晏惠霖（英，译音）1916年－1918年（怡和莲女校）
- 陳永福（英，译音）1923年7月－1929年7月（1923年两校合并为华英女子中学）
- 李孔懷 1929年8月－1933年7月
- 李健全 1933年7月－1938年7月
- 余艳梅 1938年7月－1941年12月

### 佛山中学（1952-1955）及佛山一中时期（1955起）
- 王灿    1952年8月－1953年2月
- 梁其颖 1953年3月－1955年7月
- 张华京 1955年8月－1959年6月（佛山一中定名）
- 罗克    1959年6月－1964年7月
- 【黄雄杰 1964年－1980年（待考证）】
- 黄民    1964年8月－1969年7月
- 王勇碧 1969年8月－1972年6月
- 刘绍宏 1972年7月－1978年6月
- 张士华 1978年6月－1986年7月
- 曾光    1980年3月－1981年3月
- 梅彼得 1986年8月－1991年10月
- 冯瑞烘 1991年11月－2002年1月（1999年初中部分离成立佛山华英，冯兼任两校校长）
- 梁倩仪 2002年1月－2006年3月
- 毛雨初 2006年3月－2011年8月
- 谭根林 2011年8月－2024年9月
- 范自军 2024年10月－

## 知名校友
- 钢琴教育专家—李素心[14]
- 乐队指挥家—杨桦[15]
- 管乐演奏家—郑祖绵[16]
- 指挥家和音乐教育家—赖广益[17]
- 音乐教育专家—梁得灵[18]
- 合唱指挥家、作曲家—司徒汉[19]
- 科学家—彭加木[20]
- 政界名人—叶选平[21]
- 人民音乐家—冼星海[22]
- 国际经济学家，新制度经济学和现代产权经济学的创始人之一—张五常 （1935－） (佛山华英)
- 香港70至90年代股坛著名人物一—香植球（1927－2003） (佛山华英)

## 升学率
- 2009年高考重点率53.89%，本科上线率91.39%。
- 2010年高考重点率57.38%，本科上线率95.63%。
- 2011年高考重点率61.90%，本科上线率97.00%。
- 2012年高考重点率66.20%，本科上线率98.10%。
- 2013年高考重点率72.80%，本科上线率98.59%。
- 2014年高考重点率77.60%，本科上线率99.10%。
- 2015年高考重点率79.40%。